# Comuna Lișceanî, Izeaslav
Lișceanî (în ucraineană Ліщани) este o comună în raionul Izeaslav, regiunea Hmelnîțkîi, Ucraina, formată din satele Beizîmî, Cepți, Dankivți, Hrîhorivka, Lișceanî (reședința) și Șevcenka.

## Demografie
Componența lingvistică a comunei Lișceanî
     Ucraineană (99,6%)
     Alte limbi (0,4%)
Conform recensământului din 2001, majoritatea populației comunei Lișceanî era vorbitoare de ucraineană (99,6%), existând în minoritate și vorbitori de alte limbi.